# 정남진도서관
정남진도서관은 전라남도 장흥군 소재의 군립 도서관이다.

## 연혁
- 2010. 5. 4 정남진도서관 개관

## 이용 안내
이용 시간
휴관일
- 매주 수요일
- 법정 공휴일
- 장서점검, 시설정비 등 관장이 필요하다고 인정하는 경우